# Lucy Letby
Lucy Letby (Hereford, 1990. január 4. –) angol nővér, sorozatgyilkos, az Egyesült Királyság modernkori történetének legkegyetlenebb gyermekgyilkosa, aki 2015 júniusa és 2016 júniusa között legalább hét csecsemőt ölt meg és minimum további hatnál kísérelte meg a gyilkosságot. 2023 augusztusában tizennégyszeres tényleges életfogytiglani börtönbüntetésre ítélték.

## Élete
Lucy Letby 1990. január 4-én született Hereforban pénzügyi szakemberek gyermekeként. Maga is nehéz körülmények között jött a világra, ismerősei állítása szerint rendkívül hálás volt azoknak a nővéreknek akik világra segítették, és ez motiválta hogy később maga is nővér legyen. A Chesteri Egyetemen diplomázott.

## A gyilkosságok
Letby 2012-től dolgozott a Countess of Chester Hospital kórházban nővérként, 2015-ben került az egészségi problémával világra jött csecsemők részlegére. Itt egy év leforgása alatt hét, általában javuló egészségi állapotnak örvendő újszülött halt meg furcsa körülmények között, és számos további esetben kerültek csecsemők annyira kritikus állapotba, hogy maradandó egészségkárosodást szenvedtek. A halálesetek egyetlen közös jellemzője, hogy minden alkalommal Lucy Letby volt szolgálatban: eleinte éjjel történtek a gyilkosságok, majd amikor Letbyt nappali műszakba helyezték át, a halálozások is nappalra tolódtak át.
A gyanú szerint Lucy Letby előre kitervelten, változatos módszerekkel gyilkolta meg a gondjára bízott újszülötteket: többekbe levegőt és inzulint fecskendezett, volt akit tejjel táplált túl, másokat pedig fizikailag bántalmazott. A bármiféle magyarázat nélkül kritikus állapotba került csecsemők szinte mind megmagyarázhatatlan tüneteket produkáltak: kék duzzanatok jelentek meg rajtuk, bevérzett a torkuk, a túltáplált csecsemő pedig olyan erősen hányt sugárban, amit az orvosok is példátlannak találtak.
A vizsgálódó szakemberek és a szülők is kétségbeesetten kérték Letby eltávolítását, ám ez sokáig nem történt meg, a kórház vezetése egyenesen védelmébe vette a nővért. Végül 2016-ban, a sokadik eset után áthelyezték őt más munkakörbe, és a gyilkosságok véget értek.

## Elítélése
Lucy Letbyt 2018 júniusában letartóztatták a rendőrök, egy éven át tartó nyomozást követően, nyolc rendbeli gyilkosság és hat rendbeli emberölési kísérlet miatt. Tárgyalása 2020 októberében kezdődött, ahol összesen nyolc gyilkossággal és 10 emberölési kísérlettel vádolták meg. 2023. augusztus 21-én hozták meg ügyében a végső ítéletet; Letby meg sem jelent az ítélethirdetésen. Összesen hét rendbeli gyilkosság és hat rendbeli gyilkossági kísérlet miatt ítélték el. A bíróság kimondta, hogy Letby különösen kegyetlen módon, előre kitervelten, bármiféle megbánás nélkül hajtotta végre a gyilkosságokat újszülöttek ellen, így semmilyen enyhítő körülmény nem állt fenn; Lucy Letbyt tizennégyszeres, tényleges életfogytiglani börtönre ítélték, ami a lehető legszigorúbb ítélet, az Egyesült Királyság történetében ő a negyedik nő, aki ezt a büntetést kapta.